# 全球公共广播列表
本页列出了各国家或地区的公共广播机构。

## 主要广播公司
| 公司名称                           | 成立日期                   | 所加入的组织 | 国家/地区 | 简介                                                                                |
| ---------------------------------- | -------------------------- | ------------ | --------- | ----------------------------------------------------------------------------------- |
| 英国广播公司                       | 1922年                     | 欧洲广播联盟 | 英国      | 世界上最大的媒体机构和历史最久远的广播电视公司                                      |
| RT电视台                           | 2005年                     |              | 俄罗斯    | 《今日俄罗斯》国际电视网由俄罗斯政府所有。                                          |
| 德国公广联盟及其成员               | 1950年                     | 欧洲广播联盟 | 德国      | 德国主要广播公司之一。                                                              |
| 法国电视台                         | 1992年                     | 欧洲广播联盟 | 法国      | 法国国有公共广播公司。                                                              |
| NPO及其广播公司                    | 1930年                     | 欧洲广播联盟 | 荷兰      |                                                                                     |
| 公共广播电视公司和全国公共广播电台 | 1970年                     | NAB          | 美国      | 美国第六大电视网，也是美国最大播客业者。                                            |
| 全印电视台                         | 1959年                     | PBN          | 印度      | 由印度公共广播公司和Prasar Bharti的两个部门组织。                                   |
| 日本广播协会                       | 1924年                     | ABU          | 日本      | 日本公共广播公司和最大动漫制作业者。                                                |
| 瑞士广播电视集团及其成员           | 1925年                     | 欧洲广播联盟 | 瑞士      | 其管辖的四个地区均设有广播电台。                                                    |
| 挪威廣播公司                       | 1933年                     | 欧洲广播联盟 | 挪威      | 挪威的公共广播公司之一                                                              |
| 芬兰广播公司                       | 1926年                     | 欧洲广播联盟 | 芬兰      | 芬兰公共广播公司。                                                                  |
| 加拿大廣播公司                     | 1936年                     | NAB          | 加拿大    | 加拿大广播公司。                                                                    |
| 香港电台                           | 1928年                     | ABU          | 香港      | 同CCTV和CNR。2020年起轉營為國有媒體。                                               |
| 韩国广播公司                       | 1927年                     | ABU          | 韩国      | 韩国首间公共广播公司。                                                              |
| PTV                                | 1974年                     | KBP          | 菲律宾    | 菲律宾的公共广播电台。                                                              |
| NBT                                | 1930（广播）/ 1985（电视） | ABU          | 泰国      | 泰国国家广播公司由总理府下辖政府公共关系部门运营·，每个部门都是一个不同的广播电台。 |
| 澳大利亚广播公司                   | 1932年                     | ABU          | 澳大利亚  | 澳大利亚的公共广播公司之一。                                                        |
| 波蘭電視台 / Polskie电台           | 1925/1952年                | 欧洲广播联盟 | 波兰      | 波兰最大媒体机构                                                                    |

## 非洲

### 阿尔及利亚
公共电视机构-阿尔及利亚
- - 国家计划
  - 阿尔及利亚运河
  - A3
  - 4频道
  - 科兰电视台

### 安哥拉
- 安哥拉电视台

### 贝宁
- 贝宁广电办公室（法語：ORTB）

### 博茨瓦纳
- 博茨瓦纳电视台

### 布基纳法索
- 布基纳广播电视台

### 喀麦隆
- 喀麦隆广播电视台

### 佛得角
- 佛得角广播电视台

### 中非共和国
- 中非广播电视台

### 刚果民主共和国
- 刚果国家广播电视台

### 刚果共和国
- 刚果广播电视台

### 科特迪瓦
- 科特迪瓦广播电视台（法語：Radiodiffusion Télévision Ivoirienne,RTI）

### 埃及
- 埃及广播电视联盟

### 赤道几内亚
- 赤道几内亚电视台

### 厄立特里亚
- 厄立特里亚电视台

### 斯威士蘭
- 斯威士蘭广播资讯服务

### 埃塞俄比亚
- 埃塞俄比亚广播公司

### 加蓬
- 加蓬广播电视台

### 加纳
- 加纳广播公司（GBC）

### 几内亚比绍
- 几内亚比绍电视台

### 肯尼亚
- 肯尼亚广播公司

### 利比里亚
- 利比里亚广播公司

### 利比亚
- 利比亚民众国广播公司 （1977年至2011年）

### 马里
- 马里广播电视台（ORTM）

### 毛里塔尼亚
- 毛里塔尼亚电视台

### 毛里求斯
- 毛里求斯广播公司（MB）

### 摩洛哥
- 国民广播电视公司

### 莫桑比克
- 莫桑比克电视台

### 纳米比亚
纳米比亚广播公司

### 尼日尔
- 尼日尔广播电视局

### 奈及利亚
- 尼日利亞電視局
- 尼日利亚联邦广播公司

### 卢旺达
- 卢旺达广播电台

### 圣多美与普林西比
- TVS

### 塞拉利昂
- 塞拉利昂广播公司（英語：Sierra Leone Broadcasting Corporation,SLBC）

### 索马里
- 摩加迪沙广播电台

### 南非
- 南非广播公司
  - 旗下电视频道
    - SABC第1频道
    - SABC第2频道
    - SABC第3频道
    - SABC新闻台

  - 旗下广播频率（每个电台都有官方语言版本）
    - SAfm （英语）
    - 5FM （英语）
    - Metro FM （英语）
    - Radio 2000 （英语）
    - Good Hope FM （英语和南非语）
    - tru fm （英语和科萨语）
    - RSG （南非荷兰语）
    - Ukhozi FM （祖鲁语）
    - Umhlobo Wenene FM （科萨语）
    - Thobela FM （北索托语）
    - Lesedi FM （ 塞索托语 ）
    - Motsweding FM （茨瓦纳语）
    - Phalaphala FM （ 文達語 ）
    - Munghana Lonene FM （聪加语）
    - Ligwalagwala FM （史瓦濟语）
    - IKwekwezi FM （南恩德贝莱语）
    - X-K FM （!Xu语和Khwe语）-这些语言虽非官方语言，但是北开普省仍广泛使用。
    - Lotus FM （英语和印地语）-针对南非的印度社区
    - 非洲频道

### 坦桑尼亚
- 坦桑尼亚广播公司

### 多哥
- 多哥电视台

### 突尼斯
- 突尼斯电视台
  - 突尼斯广播电台
- 瓦塔尼亚第1频道

### 乌干达
- 乌干达广播公司（UBC）

### 赞比亚
- 赞比亚国家广播公司

## 美洲

### 阿根廷
- 卡迪纳公共电视台
  - 7频道 （布宜诺斯艾利斯版）-布宜诺斯艾利斯，阿根廷
  - 10频道（圣米格尔-德图库曼版）阿根廷，圣米格尔-德图库曼
  - 10频道（內格羅河版）-阿根廷內格羅河
  - 10频道（科尔多瓦版）—阿根廷科尔多瓦
- LRA全国广播网
  - 全国广播电台（AM870）
  - 国家摇滚电台
  - 全国经典广播
  - 民间广播

### 巴巴多斯
- 加勒比广播公司

### 玻利维亚
- 玻利维亚电视台

### 巴西
- 巴西通讯公司
  - 巴西电视台-里约热内卢，巴西利亚，圣保罗和各广播分公司。
  - 巴西国际电视台—通过有线电视与卫星电视对非洲，美洲，葡萄牙和日本进行广播。
  - 国家广播电台-里约热内卢，巴西利亚和亚马逊地区
  - MEC电台-里约热内卢和巴西利亚
- 帕德雷·安基埃塔基金会
  - 文化电视台-圣保罗和广播分公司。
  - 多元文化—圣保罗
  - 统一电视台—圣保罗
  - 拉蒂姆·范电视台-在全国范围内通过有线电视和卫星电视面向全巴西进行广播的儿童频道。
  - 文化广播FM-圣保罗
  - 文化广播-巴西-圣保罗

### 加拿大
- 加拿大广播公司—（国有）
  - CBC电视台
  - CBC新闻网
  - CBC North
  - 加拿大记录频道
  - 加拿大法語頻道
  - ICI资讯台
  - ICI-ARTV
  - ICI探索频道
  - TV5（加拿大魁北克）
  - CBC第一台
  - CBC音乐台
  - CBC第三台（非地面广播）
  - ICI加拿大第一电台
  - ICI音乐频道
  - 加拿大国际广播电台（仅国际广播）
  - CBC国会电视网（旧）
  - 保持自我电台 （旧）
  - 国际世界新闻台（以前；仅国际广播）
  - Trio电视网（前；仅限国际广播）
  - CBC第二台 （拟议）
  - 电视2台 （拟议）
- BBC Worldwide —（全国）
  - BBC加拿大
  - BBC儿童频道
- 知识电视网—不列颠哥伦比亚省
- 安大略省电视台—安大略省
- 魁北克电视台—魁北克
- 安大略法文电视台—安大略
- CFTU-TV—蒙特利尔，魁北克（非营利组织）
- CKUA广播网—艾伯塔省（非营利组织）
- CJRT-FM—安大略省多伦多市（非营利组织）
- Access-艾伯塔省（旧）
- 萨斯喀彻温省通讯网—萨斯喀彻温省（旧）

### 智利
- 智利国家电视台-智利（国有）

### 哥伦比亚

#### 国家级
- 哥伦比亚国家电视台
  - 哥伦比亚频道
  - 机构频道

#### 地方级
- 13频道
- 遥视频道
- 咖啡频道
- Teleislas
- 哥伦比亚东方电视台
- 加勒比海电视台
- 平静电视台

#### 当地
- 资本频道
- 远程医疗频道

### 哥斯达黎加
- 13频道（SINART）
- 15频道（哥斯达黎加大学）

### 古巴
- 古巴视野

### 多米尼加
- 多米尼加广播公司

### 多明尼加共和国
- 国家广播电视公司

### 厄瓜多尔
- 厄瓜多尔电视台

### 萨尔瓦多
- 10频道（萨尔瓦多电视台）—萨尔瓦多（国有）

### 危地马拉
- 危地马拉视野

### 圭亚那
- 圭亚那国家广播网（NCN）

### 海地
- 海地国家广播电视台

### 洪都拉斯
- 国家电信委员会

### 牙买加
- 牙买加公共广播公司

### 墨西哥
- 1频道（电视； 1959年开播）
  - 尼诺斯第一台
- 卡塔尔频道（电视； 2012年开播）
- 22频道 （电视； 1982年开播）

### 尼加拉瓜
- 尼加拉瓜广播电台

### 巴拿马
- 巴拿马国家电视台

### 巴拉圭
- 巴拉圭电视台
  - 14频道 巴拉圭亚松森
  - PyTV新闻台（仅有线电视）
  - 10频道 圣佩德罗
  - 12频道 皮拉尔
  - 19频道 巴拉圭
- 巴拉圭国家广播电台（ Cadena de Radio Nacional del Paraguay）
  - 全国920 AM广播电台
  - 全国95.1 FM广播电台
  - 圣佩德罗全国广播电台
  - 卡洛斯·安东尼奥·洛佩斯·德·皮拉尔全国广播电台

### 秘鲁
- IRTP
  - 秘鲁电视台

### 波多黎各
- 波多黎各公共广播公司
  - WIPR（AM）
  - WIPR-FM
  - WIPR电视台

### 特立尼达和多巴哥
- 特立尼达和多巴哥电视台

### 美国
- 美国之音（1942成立）
- 公共广播电视公司（电视台； 1970年成立）
- 全国公共广播电台（1970成立）
- MHz电视网（电视； 1972年）
- 世界频道（电视； 2005年）
- 创意电视网（电视； 2006年）
- PBS儿童频道 24/7 （电视； 2017年）
- 美国公共传媒（2004成立）
- 国际公众电台（1983年成立）
- 公共广播交流（2003）
- 纽约公共广播电台（1924）
- 芝加哥公共广播电台（1943年4月）
- 太平洋广播公司（1949）
- 波士顿公共广播电台（1951）
- 明尼苏达州公共广播电台（1967）
- 美国广播公司（1953）

### 乌拉圭
- 乌拉圭国家电视台
  - UyTV新闻台（仅有线电视）
  - 5频道 乌拉圭蒙得维的亚
  - 10频道 萨尔托
  - 12频道 罗恰
  - 21频道 乌拉圭，里约
- 乌拉圭国家广播电台
  - 经典广播
  - 乌拉圭广播电台
  - 南站电台
  - 巴别塔FM

### 委内瑞拉
- 委内瑞拉国家广播电台
- 委内瑞拉电视台
- ViVe（视觉委内瑞拉）

### 跨国广播频道
- 南方電視台-覆盖全美州，欧洲和北非。此电视公司由若干美洲国家/地区赞助的上市企业“南方电视台”运营。

## 亚洲

### 阿富汗
- 萨拉姆·瓦丹达广播网
- 阿富汗广播电视台

### 亚美尼亚
- 亚美尼亚公共电视
- 亚美尼亚公共广播电台

### 阿塞拜疆
- 伊蒂迈电视台

### 孟加拉国
- 孟加拉国广播电台
- 孟加拉国电视台

### 文莱达鲁萨兰国
- 文莱广播电视台（راديوالتلفزيونبروناي| RTB）
  - 电视：
    - RTB主频
    - RTB综合
    - RTB Sukmaindera

  - 收音机：
    - 国家 FM
    - 皮利罕FM
    - 佩兰吉FM
    - 和谐FM
    - 努尔伊斯兰教FM

### 不丹
- 不丹广播公司

### 中华人民共和国
- 中央广播电视总台（CMG）（有时也被归类为“国家广播公司”，而不是“公共广播公司”）
  - 电视频道：
    - 全国广播频道：
      - 中央电视台（CCTV）
        - 全国广播频道：
          - CCTV-1-综合（中国大陆版）
          - CCTV-2-财经
          - CCTV-3-综艺
          - CCTV-5-体育
          - CCTV-5+ -体育赛事
          - CCTV-6-电影（ 中共中央宣传部電影衛星頻道節目製作中心管理）
          - CCTV-7-国防军事（解放军管理）
          - CCTV-8-电视剧
          - CCTV-9 —纪录
          - CCTV-10-科教
          - CCTV-11 —戏曲
          - CCTV-12-社会与法
          - CCTV-13 —新闻
          - CCTV-14-少儿
          - CCTV-15-音乐
          - CCTV-16-奥林匹克（中国奥林匹克频道，国际奥委会自有）
          - CCTV-17-农业农村
          - CCTV-4K-超高清
          - CCTV-8K-超高清

        - 港澳地区广播频道：
          - CCTV-1港澳版-在香港和澳门广播

        - 国际：
          - CCTV-4 -中文国际
            - CCTV-4亚洲-对亚洲和澳大利亚广播（日本除外）
            - CCTV-4欧洲-对欧洲和非洲广播，在法国为高清播出
            - CCTV-4美洲-对北美和南美广播
            - CCTV-大富 -用汉语和日语（同声传译）播出（日本广播）

          - 中央电视台娱乐频道—对外播出的国际娱乐频道
          - 中国电影频道（中共中央宣传部電影衛星頻道節目製作中心管理）

    - 国际：
      - 中国环球电视网（CGTN）
        - CGTN主频 -国际新闻频道（英语）
        - CGTN纪录-国际纪录片频道（英语）
        - CGTN法语-国际（法语）
        - CGTN西班牙语-国际（西班牙语）
        - CGTN俄语-国际（俄语）
        - CGTN阿拉伯语-国际（阿拉伯语）

  - 广播：
    - 全国广播公司：
      - 中央人民广播电台（CNR）
        - 全国广播频道：
          - CNR 1中国之声（新闻广播）
          - CNR 2經濟之聲
          - CNR 3音樂之聲

        - 地区覆盖频道：
          - CNR 4經典音樂廣播
          - CNR 5台海之声（台湾新闻电台）
          - CNR 6中华之声（台湾娱乐电台）
          - CNR 7大湾区之声（主要广播在粤港澳大湾区）
          - CNR 8民族之声
          - CNR 9文艺之声
          - CNR 10老年之声
          - CNR 11藏语广播
          - CNR 12阅读之声
          - CNR 13维吾尔语广播
          - CNR 14/6香港之声（主要广播总部设在香港）
          - CNR 15中国交通广播
          - CNR 16中国乡村之声
          - CNR 17哈萨克语广播

    - 国际：
      - 中国国际广播电台
        - 轻松调频
        - 劲曲调频
        - 环球资讯广播
        - 英语环球广播
        - 南海之声
        - CRI全球服务

### 东帝汶
- 东帝汶广播电视台

### 格鲁吉亚
- 格鲁吉亚公共广播公司

### 印度
印度广播公司
- 全印广播电台
  - AIR FM Gold （在大都市中）
- 全印电视台
  - DD全國頻道
  - DD新聞頻道
  - DD印度頻道

### 印度尼西亚
- 印尼广播电台（RRI）
  - 全国：
    - RRI Pro 3

  - 地方：
    - RRI Pro 1-地方电台
    - RRI Pro 2-地方广播网
    - RRI Pro 4-地方电台

  - 对外：印尼之声
- 印度尼西亚共和国电视台（TVRI）
  - 全国：
    - TVRI
    - TVRI第三台
    - TVRI高清体育台

  - 本地： TVRI地方电视台— 30个电视台
- 地方公共广播机构

### 伊朗
- 伊朗伊斯兰共和国广播电视台

### 伊拉克
- 伊拉克人
- 阿拉哈德电视台 （由聖城軍资助）

#### 伊拉克库尔德斯坦
- 库尔德斯坦24

### 以色列
- 以色列公共广播公司

### 日本
- 日本广播协会 （羅馬化：Nippon Hōsō Kyōkai）
  - NHK综合频道
  - NHK教育频道
  - NHK BS-1
  - NHK BS Premium
  - NHK廣播第1頻率
  - NHK第2电台
  - NHK廣播第2頻率
  - NHK日本国际传媒
  - NHK World Premium（中国大陆译作NHK世界收費電視頻道）

### 约旦
- 约旦广播电视公司（JRTV）

### 哈萨克斯坦
- 哈萨克斯坦电视台

### 吉尔吉斯斯坦
- 吉尔吉斯公共广播公司

### 黎巴嫩
- 黎巴嫩电视台

### 马来西亚
- 马来西亚广播电视台（RTM）
  - 电视：
    - 全国：
      - TV1
      - TV2
      - TV6
      - TV Okey
      - RTM新聞頻道
      - RTM高清体育台

  - 收音机：
    - 国民：
      - 爱FM （中文）
      - 国民FN（马来语）
      - 克拉斯克广播电台（马来语）
      - TraXX FM （英语）
      - Mineral FM （ Tamil ）（仅西马来西亚）
      - Asyik FM （仅西马来西亚）

    - 州级：
      - 柔佛FM
      - 吉打FM
      - 吉兰丹FM
      - 吉隆坡FM
      - 马六甲FM
      - 穆蒂亚拉FM
      - Negeri FM
      - 彭亨州FM
      - 霹雳FM
      - 玻璃纤维调频
      - 红色调频
      - 沙巴FM
      - 砂拉越FM
      - 雪兰莪FM

    - 当地频道：
      - 民都鲁FM
      - 肯宁高FM
      - 纳闽FM
      - 兰卡威FM
      - 临邦FM
      - 美里FM
      - 沙巴VFM
      - 山打根FM
      - 诗巫FM
      - 斯里曼（Sriaman）FM
      - 斗湖FM
      - 韦FM
- Alhijrah传媒
  - Alhijrah电视台
- 马来西亚国家新闻社
  - 马新社电视台
- 砂拉越媒体集团
  - TVS

### 澳门特别行政区
- 澳門廣播電視股份有限公司（TDM）（有時也被歸類為「國家廣播公司」，而不是「公共廣播公司」）
  - 电视：
    - 自办频道：
      - 澳視澳門台 -粤语免费地面电视频道
      - 澳視葡文台-葡萄牙语/英语免费地面电视频道
      - 澳視体育台 —体育频道
      - 澳門資訊台—新闻，金融与信息节目
      - 澳門綜藝台 —综艺娱乐频道
      - 澳門衛星頻道 —国际频道

    - 转播频道：
      - CCTV-1— CCTV-1转播版
      - CCTV-5 — CCTV-5直播信号
      - CCTV-13 — CCTV-13直播信号
      - CGTN — CGTN直播信号
      - CGTN纪录— CGTN纪录片直播信号
      - 海峡卫视—福建省广播影视集团，直播信号
      - 湖南国际 -湖南广播电视台，直播信号
      - 东南卫视—福建省广播影视集团，直播信号
      - 广东国际 -广东广播电视台，直播信号

  - 收音机：
    - 澳门电台粤语频道
    - 澳门电台葡萄牙语频道

### 蒙古
- 蒙古国家公共广播电视台（MNB）

### 尼泊尔
- 尼泊尔电视台（NTV）
  - NTV PLUS
  - NTV新闻台
  - 尼泊尔广播电台

### 朝鲜民主主义人民共和国
- 朝鲜中央广播电视委员会（KCBC）
  - 朝鲜中央电视台（KCTV）
  - 朝鲜中央广播电台（KCBS）
  - 朝鲜之声（VOK）

### 巴基斯坦
- 巴基斯坦电视公司
  - PTV主频
  - PTV新闻
  - PTV体育
  - PTV国际
  - PTV全国
  - 自由查谟和克什米尔电视台
  - PTV博兰
  - PTV环球
  - PTV议会
  - PTV空中课堂

### 巴勒斯坦
- 巴勒斯坦广播公司
  - 巴勒斯坦之声

### 菲律宾
- 人民电视网（PTV）
  - 萨拉姆电视台
- 菲律宾广播局（PBS）

### 卡塔尔
- 半岛电视网
  - 半岛电视台阿拉伯语频道
  - 半岛电视台英语频道
  - 半岛电视台主频
  - 半岛电视台巴尔干频道
  - 半岛电视台纪录频道

### 沙特阿拉伯
- 沙特广播公司
  - 沙特阿拉伯电视台
  - 艾尔·埃克巴里亚电视台
  - KSA体育台
  - 古兰经电视台
  - 圣纳电视台
- 阿拉伯卫视 （总部设在迪拜）

### 新加坡
- 新传媒私人有限公司
  - 电视频道：
    - 朝阳频道（马来语）
    - 5频道 （英语）
    - U频道（汉语官话）
    - 8频道（汉语官话）
    - 春天频道（泰米尔语）
    - 亚洲新闻台 （英语）

  - 广播频率：
    - Ria 89.7FM （马来语）
    - 经典905 （英语英语）
    - 交响924 （英语英语）
    - YES 933 （汉语官话）
    - CNA938 （英语英语）
    - 沃纳94.2FM （马来语）
    - Class 95FM（英语英语）
    - 958城市频道 （汉语官话）
    - 奥利96.8FM （泰米尔语）
    - 972最愛頻道 （汉语官话）
    - 987FM （英语英语）

### 大韩民国
- 韓國廣播公司（KBS）
  - KBS第1频道
  - KBS第2频道
  - KBS超高清
  - KBS N生活
  - KBS戏剧
  - KBS N体育
  - KBS喜悦
  - KBS儿童
  - KBS W
  - KBS World
    - KBS美洲
    - KBS世界24频道
    - KBS 印尼世界频道
    - KBS World (日本)
    - KBS世界拉丁裔频道
    - KBS世界频道

  - KBS第1广播
  - KBS第2广播
  - KBS第3广播
  - KBS第1FM
  - KBS第2FM
  - KBS韓民族廣播
  - 韩国国际广播电台
- 韓國教育廣播公司（EBS）
  - EBS第1频道
  - EBS第2频道
  - EBS+1
  - EBS+2
  - EBS英语
  - EBS儿童频道
  - EBS FM

### 叙利亚
- 叙利亚电视台

### 中华民国
- 台湾公共广播电视集团（TBS）
  - 公共電視文化事業基金會（PTS）
    - 公共电视台
      - 公视主频
      - 公視台語台
      - 公视3台
      - 客家电视台
- 中央廣播電臺（RTI）
- 国立教育广播电台（NER）
- 警察广播电台（PRS）
- 台北广播电台（TBS）
- 高雄广播电台（KBS）

### 塔吉克斯坦
- 塔吉克斯坦国家电视台

### 泰国
- 泰國第5電視台 HD（1）
- 泰国NBT2 HD（2）
- 泰国公共电视台HD（3）
- 泰国TPTV HD（10）

### 土耳其
- 土耳其广播电视公司（TRT）
  - TRT 1
  - TRT 2
  - TRT 3
  - TRT新聞頻道
  - TRT国际频道
  - TRT Spor
  - TRT Spor 2
  - TRT库尔德频道
  - TRT声音频道
  - TRT儿童频道
  - 土耳其大國民議會電視台
  - TRT突厥頻道
  - TRT音樂頻道
  - TRT紀錄頻道
  - TRT阿拉伯頻道
  - TRT 4K
  - Radyo 1
  - TRT FM
  - Radyo 3
  - Radyo 4
  - 拉迪奥6
  - 土耳其之声
  - TRTNağme
  - TRT Avrupa FM
  - TRT Türkü

### 土库曼斯坦
- 广播电视协调委员会
  - 土库曼斯坦电视台

### 阿拉伯联合酋长国
- 阿布扎比电视台

### 乌兹别克斯坦
- 乌兹别克斯坦国家电视广播公司

### 越南
- 越南国家电视台（VTV）
  - VTV1 新闻综合频道
  - VTV2 科學工藝頻道
  - VTV3 綜藝娛樂頻道
  - VTV4 國際頻道
  - VTV5 民族頻道，分为全国版、西原版与南部版。
  - VTV6 青少體育頻道
  - VTV7 教育頻道
  - VTV8 中北部 • 西原頻道
  - VTV9 南部頻道
- 越南之声
- 64家本地广播公司

## 欧洲

### 阿尔巴尼亚
- 阿尔巴尼亚广播电视台

### 安道尔
- 安道尔广播电视台

### 奥地利
- 奧地利廣播集團

### 波斯尼亚和黑塞哥维那
- 波斯尼亞和黑塞哥維那廣播電視台（BHRT）
- 波黑联邦广播电视t台（RTVFBiH）（波黑）
- 塞族共和国电台（RTRS）（塞族共和國）

### 比利时
- 比利时广播电台 —比利时德语社区
- 比利時法語區广播電視台 —瓦隆大区
- 弗拉芒广播电视公司 —佛兰德

### 保加利亚
- 保加利亞國家電視台
- 保加利亚国家广播电台

### 克罗地亚
- 克羅地亞廣播電視台

### 塞浦路斯
- 賽普勒斯廣播公司

### 捷克共和国
- 捷克电视台
- 捷克电台

### 丹麦
- 丹麦广播公司
- TV2

### 爱沙尼亚
- 愛沙尼亞國家廣播電視台

### 法罗群岛
- 法罗群岛广播公司
  - 法罗群岛电视台
  - 法罗群岛广播电台

### 芬兰
- 芬兰广播公司

### 法国
- 法国电视台
  - 法国二台
  - 法国三台
  - 法国四台
  - 法国五台
  - 法国新闻台
- 法国广播电台
  - 法国 Inter
  - 法国资讯电台
  - 法国文化电台
  - 法国音乐电台
  - 法国布鲁电台
  - FIP电台
  - Le Mouv'
  - 法国国际广播电台
- 法国世界媒体
  - 法兰西24

### 德国
- ARD —德国公共广播联盟
  - 西德广播公司（WDR）—科隆
  - 北德廣播公司-汉堡
  - 中德廣播公司 —莱比锡
  - 巴伐利亞廣播公司-慕尼黑
  - 西南廣播公司-斯图加特
  - 柏林-勃蘭登堡廣播公司—柏林
  - 黑森廣播公司-法兰克福
  - 薩爾廣播公司—萨尔布吕肯
  - 不萊梅廣播公司—不来梅
  - ARD在德电视广播：每间广播公司都开办了若干个广播频道，例如最大的广播公司“西德广播公司”就开办了五个以上的“全部”广播电台（WDR 1 直播”，WDR 2（流行和资讯广播），WDR 3（古典音乐） ... WDR 5）加上区域广播。 WDR为其管辖的州设置了一个电视频道，同时提供ARD频道“德国电视一台”和其它电视频道的节目。
- 德國電視二台
- 德国广播电台
- 德国之声

### 直布罗陀
- 直布罗陀广播电视台

### 希腊
- 希腊公共电视台—希腊（已解散）
- 希腊广播电视公司-希腊（1938年– 2013年6月11日； 2015年6月11日至今）
- 新希腊广播电视网-希腊 2014年5月4日成立，2015年6月11日解散）

### 格陵兰
- 格陵蘭廣播公司

### 匈牙利
- 媒体服务和信托支持基金会
  - 多瑙河媒体业者
    - 匈牙利广播电台
    - 匈牙利電視台
    - 多瑙河电视台

  - 匈牙利通讯局

### 冰岛
- 冰島國家廣播公司

### 爱尔兰
- 愛爾蘭廣播電視
  - RTÉ One
  - RTÉ2
  - RTÉjr
  - RTÉ新闻台
  - RTÉ 第一广播
  - RTÉ 2FM
  - RTÉ 音乐FM
  - RTÉ 盖尔塔赫特电台
- TG4

### 马恩岛
- 曼克斯广播电台
- BBC马恩岛频道

### 意大利
- 意大利广播电视公司
- 南蒂罗尔广播公司

### 科索沃
- 科索沃廣播電視台

### 拉脱维亚
- 拉脫維亞電視台
- 拉脱维亚广播电台

### 列支敦士登
- 列支敦士登广播公司

### 立陶宛
- 立陶宛國家廣播電視台

### 卢森堡
- 100,7广播电台

### 马耳他
- 马耳他公共广播服务

### 黑山
- 蒙特內哥羅廣播電視台

### 荷兰
- 荷兰公共广播组织
  - AVROTROS
  - BNNVARA
  - 福音广播
  - 人文广播
  - KRO-NCRV
  - MAX广播
  - 荷兰广播基金会
  - NTR广播
  - 荷蘭理智人士之類公共廣播
  - VPRO广播
  - WNL广播

### 北马其顿
- 馬其頓廣播電視台

### 挪威
- 挪威廣播公司

### 波兰
- 波兰电台
- 波蘭電視台
  - TVP第一台
  - TVP第二台
  - TVP资讯台
  - TVP地区频道
  - TVP文化频道
  - TVP历史频道
  - TVP戏剧频道
  - TVP高清频道
  - TVP体育频道
  - TVP娱乐频道
  - TVP ABC
  - Biełsat TV

### 葡萄牙
- 葡萄牙廣播電視公司
  - RTP第一台
  - RTP第二台
  - RTP第三台
  - RTP记忆
  - RTP非洲
  - RTP国际频道
  - RTP亚速尔群岛
  - RTP马德拉
  - RDP第一广播
  - RDP第二广播
  - RDP第三广播
  - RDP国际广播
  - RDP非洲广播
  - RDP亚速尔群岛
  - RDP马德拉

### 罗马尼亚
- 罗马尼亚电台
- 罗马尼亚电视台
  - 罗马尼亚一台
  - 罗马尼亚二台
  - 罗马尼亚三台
  - 罗马尼亚国际频道

### 俄罗斯
- 俄羅斯公共電視台 （羅馬化：Obshchestvennoe Televidenie Rossii）
- 俄罗斯第一频道
- 全俄国家电视广播公司（VGTRK）
- 俄罗斯广播电视网
- RT电视台

### 圣马力诺
- 圣马力诺广播电视台

### 塞尔维亚
- 塞爾維亞廣播電視台

### 斯洛伐克
- Rozhlas atelevízia斯洛文尼亚

### 斯洛文尼亚
- RTV斯洛文尼亚

### 西班牙
- 西班牙廣播電視公司
  - 第一套节目
  - 第二套节目
  - 24小时频道
  - 氏族频道
  - 体育频道
  - 国际频道
- 卡斯蒂利亚-拉曼恰媒体–卡斯蒂利亚-拉曼恰
- 加泰罗尼亚语视听媒体公司–加泰罗尼亚
- 阿拉贡广播电视公司– 阿拉贡
- 加利西亚广播电视台–加利西亚
- 巴伦西亚媒体公司–巴伦西亚
- 巴斯克广播电视台 –巴斯克自治区
- 巴利阿里群岛公共广播公司–巴利阿里群岛
- 加那利广播电视台–加那利群岛
- 穆尔西亚广播电视台–穆尔西亚
- 阿斯图里亚斯广播电视台–阿斯图里亚斯
- 马德里电视台–马德里
- 安达卢西亚广播电视台–安达卢西亚

### 瑞典
- 瑞典廣播電台
- 瑞典电视台
- 瑞典教育广播公司

### 瑞士
- 瑞士广播电视集团
  - SRF第一台
  - SRF第二台
  - SRF资讯台
  - RTS第一台
  - RTS第二台
  - RSI第一台
  - RSI第二台
  - 拉曼查电视台

### 乌克兰
- 烏克蘭國家電視廣播公司

### 英国
- 英国广播公司
  - 英國廣播公司蘇格蘭蓋爾語頻道
  - 英國廣播公司第一台
  - 英國廣播公司第二台
  - 英國廣播公司第四台
  - 英国广播公司新闻频道
  - BBC國會台
  - 英國廣播公司高清台
  - CBBC
  - CBeebies
  - BBC廣播一台
  - BBC廣播二台
  - BBC广播三台
  - BBC廣播四台
  - BBC广播五台
  - BBC数字广播一台
  - 英国广播公司电台4额外
  - BBC 5 Sports
  - BBC 6 Music
  - 英国广播公司亚洲网
  - 英國廣播公司國際頻道
  - 英国广播公司苏格兰广播电台
  - 英国广播公司南盖达尔广播电台
  - 英国广播公司设得兰群岛广播电台
  - 英国广播公司奥克尼电台
  - 英国广播公司威尔士广播电台
  - 英国广播公司西姆鲁广播电台
  - 英国广播公司阿尔斯特电台
  - 英国广播公司福伊尔广播电台
  - 英國廣播公司本地無線電台-40个电台
- BBC工作室
  - 英國廣播公司世界新聞頻道
  - BBC生活風格台
  - BBC国际知识台
  - BBC高清国际台
  - 英國廣播公司國際頻道
  - 英国广播公司娱乐台
  - 英国广播公司美国台
  - BBC加拿大
  - BBC UKTV
  - UKTV
- 第四台
- 威爾斯第四台 —威尔士

### 梵蒂冈
- 梵蒂冈媒体公司
- 梵蒂冈广播电台

### 其他对外广播
- 3sat —德国/奥地利/瑞士
- 德法公共电视台-法国/德国
- BVN —佛兰德和荷兰电视台合作运营

## 大洋洲

### 澳大利亚
- 澳大利亚广播公司
  - ABC电视台
  - ABC Comedy / ABC儿童台
  - ABC Me
  - ABC新闻频道
  - ABC地方广播电台-54个电台
  - ABC国家广播电台
  - ABC 新闻广播
  - ABC 经典FM
  - Triple J
  - ABC看台电台
  - ABC澳大利亚
  - 澳洲广播电台
- 特殊广播服务—也可在新西兰部分地区使用
  - SBS主频
    - SBS高清

  - SBS Viceland -Vice Media授权的品牌
  - SBS美食频道
  - SBS世界电影台
  - 国家土著电视台
  - SBS广播电台-包括SBS广播电台一，二， Pop Asia和CHILL
  - SBS按需服务频道

### 斐济
- 斐济广播公司（FBC）

### 新西兰
- 新西蘭國家廣播電台
  - RNZ全国广播
  - RNZ音乐广播
  - RNZ议会广播
  - RNZ国际广播电台
- 毛利电视台
- 新西蘭電視台 —六个频道，商业广播频道和公共广播频道

#### 地方广播网
- 北频道电视台
- CUE电视
- Face电视—奥克兰大区广播公司运营
- TVHB

### 萨摩亚
- 萨摩亚广播公司（SBC）

### 汤加
- 汤加广播委员会（TBC）

### 其他公共广播业者
- PBS美属萨摩亚—美属萨摩亚